# Erysimum kotschyanum
Erysimum kotschyanum är en korsblommig växtart som beskrevs av Jacques Étienne Gay. Erysimum kotschyanum ingår i släktet kårlar, och familjen korsblommiga växter. Inga underarter finns listade i Catalogue of Life.

## Bildgalleri

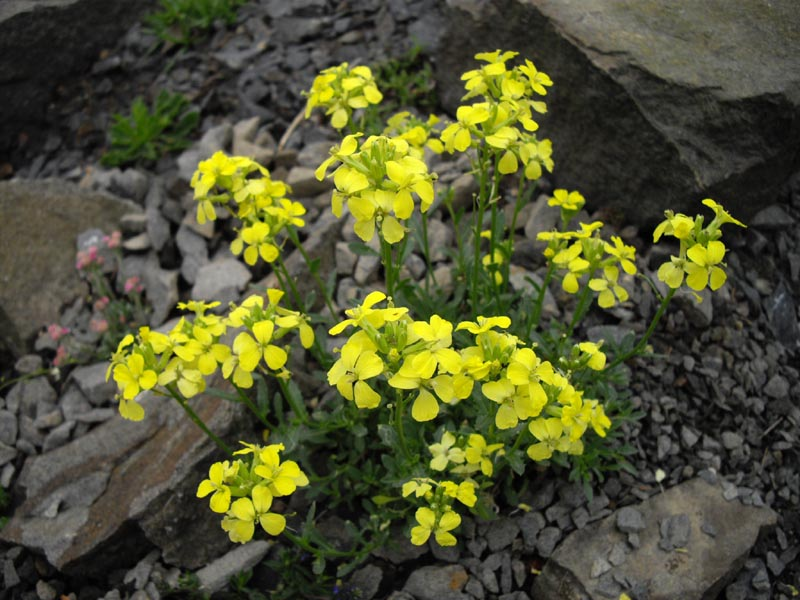
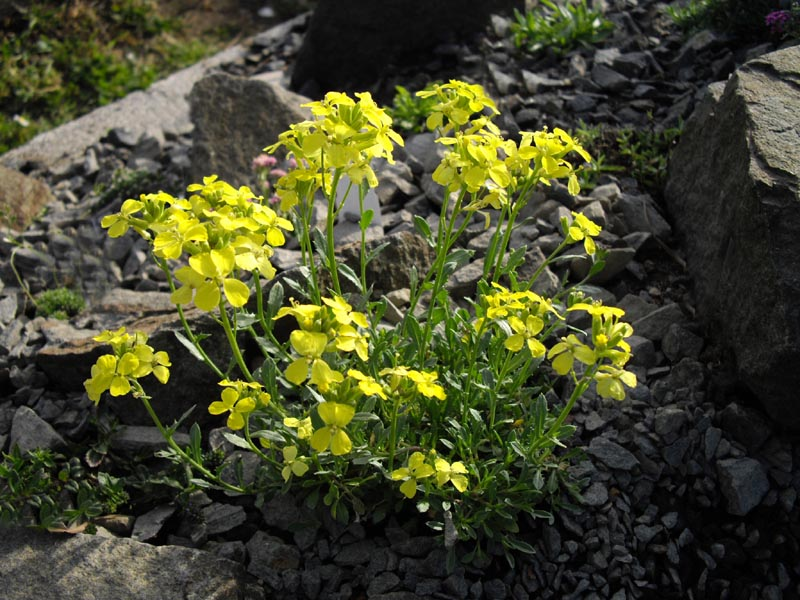